# Miguel Jerónimo Gutiérrez
Miguel Jerónimo Gutiérrez y Hurtado de Mendoza (Las Villas, Cuba, 15 de junio de 1822-Las Villas, Cuba, 19 de abril de 1871) fue un periodista, poeta, militar y patriota cubano del siglo XIX. Fue vicepresidente de la Cámara de Representantes en la Asamblea de Guáimaro. 

## Orígenes y conspiraciones
Nació en la ciudad de Santa Clara, Las Villas, el 15 de junio de 1822. 
Como casi todos los intelectuales cubanos de su época, nació dentro de una familia bien acomodada dentro de la sociedad criolla. Gracias a esto logra estudiar en la escuela los Franciscanos de su ciudad natal. 
Ya desde los 17 años escribe sus primeros poemas entre ellos "El Eco" y "La Alborada", además de colaborar con Eligio E. Capiró en la comedia "Idealismo y Realidad". 
Desde muy temprana edad comenzó a vincularse a las actividades conspirativas para la independencia de Cuba. Encabezó el alzamiento del 6 de febrero de 1869, en San Gil, cerca de Manicaragua. 

## Guerra de los Diez Años
Debido a sus convicciones políticas y su gran vinculación al movimiento independentista, cuando estalla la guerra el 10 de octubre de 1868 en La Demajagua, preside la "Junta de las Villas" que determina el alzamiento para febrero de 1869. 
Unificó a los villareños sublevados, siendo nombrado Mayor General del Ejército Libertador de Cuba. El 20 de febrero de 1869 combatió en Malezas. 
Electo representante de Las Villas en la Asamblea de Guáimaro. En dicha asamblea fue elegido vicepresidente de la Cámara de Representantes. Defendió con firmeza la anexión de Cuba a Estados Unidos. Sin embargo, posteriormente rectificó su actitud. 
Presidió la sesión durante la cual fue depuesto Manuel de Quesada del cargo de General en Jefe del Ejército Libertador el 17 de diciembre de 1869. 

## Asesinato
El 19 de abril de 1871 fue delatado y atacado por los españoles. Gravemente herido, pero vivo, fue atado a un caballo que iba al galope. Se desangró hasta morir. Este hecho ocurrió en un lugar no especificado de Las Villas. 